# Weggeefschaak
Weggeefschaak is een bijzondere variant van het schaakspel, waarbij slaan 
verplicht is indien mogelijk. De speler van wie al zijn stukken zijn geslagen, heeft de partij gewonnen. Dat geldt in principe ook voor iemand die pat komt te staan, omdat hij bijvoorbeeld nog slechts één of meer geblokkeerde pionnen heeft.
De koning is een gewoon stuk bij weggeefschaak. Hij mag geslagen worden en pionnen kunnen promoveren tot koning. Er bestaat geen schaak of schaakmat. Ook de rokade speelt geen rol bij weggeefschaak.
Indien in een bepaalde stelling meer dan één slagzet mogelijk is, dan mag de speler aan zet daaruit een vrije keuze doen. Voor het overige gelden de regels van het gewone schaakspel voor de verplaatsing van de stukken. Er wordt vanuit de normale beginopstelling gespeeld.

## Karakter van het spel
De te volgen strategie bij weggeefschaak wijkt sterk af van die van gewoon schaak. Omdat slaan verplicht is, spelen tactische mogelijkheden een veel grotere rol. Vanaf de eerste zet bestaat voor beide partijen het gevaar dat via een lange serie gedwongen zetten alle stukken van de tegenstander achter elkaar moeten worden geslagen.
In stellingen waarin geen van beide partijen direct moet slaan, bestaat slechts een wankel evenwicht. De spelers proberen steeds zorgvuldig te vermijden dat ze een beslissende slagzettenreeks moeten uitvoeren. Tegelijkertijd proberen ze de tegenstander daartoe te dwingen. Zo'n "opruimactie" komt er uiteindelijk meestal. Bij twee sterke spelers zal dat pas later in de partij zijn.

## Opening
Van weggeefschaak bestaat een uitgebreide, zeer exacte openingstheorie. Van veel zetten is met zekerheid bekend dat ze verliezen of winnen, als gevolg van de regel van het verplichte slaan. Direct verliezend vanuit de beginstand zijn onder meer de zetten 1. d4? en 1. e4?, die in het gewone schaak het meest als openingszet worden gespeeld. Ook 1. d3? verliest onmiddellijk.
Toch is het heel gunstig om met wit te mogen spelen, want na de zet 1. e3! kan wit geforceerd winnen. Dit werd in oktober 2016 met behulp van zeer omvangrijke computeranalyses vastgesteld. Van de 20 reglementair mogelijke antwoorden van zwart zijn er liefst 12 waartegen wit snel en vrij gemakkelijk wint. De winstvoeringen tegen de overige acht zwarte beginzetten zijn veel ingewikkelder.
Zie het diagram voor een voorbeeld van een snelle winst van wit na 1. e3 g6?. Er volgt 2. Dh5 g×h5 3. g4 h×g4 4. Pf3 g×f3 5. Lg2 f×g2 6. d4!. Zwart moet nu de toren op h1 slaan en zijn pion promoveren. Welk stuk zwart ook kiest, hij ontkomt niet aan een beslissende serie slagzetten. Als zwart met 6. ... g×h1K de pion tot koning promoveert, volgt bijvoorbeeld 7. Kf1 K×h2 8. Kg2 K×g2 etc. Relatief het moeilijkst voor wit is het als zwart een dame kiest, omdat dat stuk een aantal keren de keuze krijgt uit meerdere slagzetten. Daarbij zijn er enkele varianten waarin wit zelf ook een paar slagzetten moet doen, of waarin wit zijn laatste pion met een vertraging van één of twee zetten kwijtraakt. Het resultaat blijft echter ook dan dat zwart zijn verlies niet kan ontlopen.
Sinds vele jaren is ook al bekend dat wit geforceerd kan winnen na 1. e3 c6, maar dat gaat al dat veel moeilijker. Deze winst verloopt niet uitsluitend via slagzetten en de bewijsvoering is voor een mens niet te overzien. Het computerprogramma Nilatac heeft er een variantenboom van liefst 675.495 zetten voor nodig, beginnend met 2.Lb5 c×b5 3.b4!.
Vanaf 2012 kwam het onderzoek van de overgebleven zeven mogelijke zetten van zwart na 1. e3 in een stroomversnelling. De Roemeense weggeefschaakexpert Catalin Francu bewees met zijn computerprogramma Nilatac dat wit geforceerd wint na 1. e3 Ph6. Daarna publiceerde de wiskundige Mark Watkins, verbonden aan de universiteit van Sydney, zijn bewijsvoeringen dat wit ook altijd kan winnen na de zetten 1. e3 Pc6, 1. e3 b5,  1. e3 g5 en 1. e3 e6. Begin 2015 toonde hij ook de winst van wit aan na 1. e3 c5. In oktober 2016 voltooide Watkins de winstvoering tegen de laatst overgebleven verdediging van zwart, 1. e3 b6. Daarmee geldt weggeefschaak wiskundig als een 'zwak opgelost' spel. Zwak betekent in dit verband dat de oplossing uitsluitend geldt voor de gebruikelijke beginstand van een partij, dus nog niet voor alle mogelijke reglementaire stellingen.
Als wit niet opent met 1. e3, geeft hij het voordeel van de voorzet grotendeels weg. Enkele andere goed speelbare beginzetten zijn 1.c4 en 1.g3, maar zwart heeft het dan niet meteen moeilijk.
Beginzetten van wit waarvan reeds jarenlang bekend is dat ze verliezen, naast de eerdergenoemde drie eenvoudigste, zijn 1. Pc3, 1. Pf3, 1. f4 en 1. h4. In 2015 werden de bewijsvoeringen gepubliceerd dat zwart ook wint tegen 1. h3, 1. b4, 1. f3, 1. c3 en 1. a3.

## Middenspel
Het middenspel is bereikt wanneer de meeste stukken een zekere bewegingsvrijheid hebben, meestal nadat enkele pionnen en stukken van beide kanten gedurende de openingsfase van het bord verdwenen zijn. Lopers, torens en dames moeten vaak eerst nog enigszins verscholen blijven, bijvoorbeeld achter een pion. Het bezetten van een open lijn door een toren is positioneel sterk, maar vaak kan het om tactische redenen niet.
De materiaalverhouding op het bord zegt weinig over de vraag wie beter staat. Wie meer heeft weggegeven, heeft vaak minder zetkeuze en dat is een nadeel. Van meer belang is dat men zorgt voor grote bewegingsvrijheid van de eigen stukken, terwijl er dreigingen worden gecreëerd tegen de mogelijke zetten van de tegenstander.

## Promotie
De promotie van een pion komt in het middenspel bij weggeefschaak relatief vaak voor. Meestal is dit het resultaat van een korte serie gedwongen slagzetten van de pion. Terwijl in het gewone schaak de promotie tot dame bijna een automatisme is, dient bij weggeefschaak vaak een nauwkeurige afweging gemaakt te worden. In de praktijk blijkt elk van de vijf mogelijke promotiestukken regelmatig in aanmerking te komen, al is de koning licht favoriet. Het gaat er vooral om welk nieuwe stuk niet gedwongen kan worden tot een lange slagzettenreeks of welk nieuwe stuk zichzelf direct kan weggeven.
Indien het nieuwe stuk na de promotie meteen geslagen zal worden, maakt het uiteraard niet uit tot welk stuk de pion promoveert.

## Eindspel
Tot een eindspel komt het in weggeefschaak minder vaak dan in het gewone schaak. Meestal  eindigt de partij met een gedwongen 'opruimactie' van de stukken van één kant.
Wanneer dat echter niet gebeurt en er aan beide kanten nog maar één of twee stukken zijn overgebleven, dan komt de waarde van het verschillende materiaal goed tot uiting. Het paard blijkt dan, naast de pion, veruit het zwakste stuk te zijn.

### Eén stuk tegen één stuk
In de ultieme eindspelen van één stuk tegen één stuk wint een niet ver opgerukte pion soms nog van een paard en een enkele keer ook van een koning, maar hij verliest van alle andere stukken. 
De koning wint van het paard en houdt meestal remise tegen een loper, maar verliest van toren en dame. Koning tegen koning is een remise-eindspel. Loper tegen loper is remise als de lopers op verschillende kleur staan. Paard tegen paard is altijd gewonnen voor degene die - aan zet zijnde - de paarden op velden van verschillende kleur heeft.
Eindspelen met aan beide zijden slechts één loper (op dezelfde kleur), toren of dame worden gewoonlijk binnen één zet beslist. De partij aan zet moet óf direct het stuk van de tegenstander slaan, óf hij kan zijn stuk meteen weggeven.

### Tablebases
Evenals bij het reguliere schaak zijn ook voor weggeefschaak eindspeldatabases ontwikkeld voor perfect spel in elke denkbare stelling met een beperkt aantal stukken. Deze zogeheten tablebases vereisen bij hetzelfde aantal stukken meer geheugenopslag dan bij gewoon schaak, omdat er bij weggeefschaak veel meer stukkencombinaties mogelijk zijn. De driestukken-databases dienen bijvoorbeeld ook alle mogelijke stellingen te omvatten van twee paarden tegen één paard.
Inmiddels zijn de complete vijfstukken-databases gegenereerd en op internet vrij beschikbaar gesteld.

## Spelen in de praktijk
Weggeefschaak wordt door veel schakers wel eens gespeeld, ter afwisseling van het gewone schaak. Het blijft dan meestal bij af en toe een los partijtje.
De serieuze beoefening van het spel vindt vooral plaats op internet, via schaakservers. De grootste community van spelers van weggeefschaak bevindt zich op Lichess. Het spel heeft daar de naam Antichess. 
Op de Free Internet Chess Server (FICS) wordt weggeefschaak Suicide chess genoemd, met een iets afwijkende regel voor pat. Commerciële schaakservers als Playchess.com en ICC Chessclub hebben in hun variantenpakket eveneens weggeefschaak, bij hen aangeduid als Giveaway chess.  
Op de genoemde servers kan men aan de hand van de resultaten van gespeelde partijen en toernooien een rating krijgen die een aanduiding geeft van iemands speelsterkte in weggeefschaak, net als de ratings bij regulier schaak. Behalve tegen menselijke spelers kan het spel ook gespeeld worden tegen computerprogramma's van uiteenlopende speelsterktes. 